# Втрати 252-го мотострілецького полку (РФ)
У статті наведено подробиці поіменних втрат 252-го мотострілецького полку,  збройних сил РФ у різних війнах.

## Російсько-українська війна
| п/п | Прізвище, ім'я, по-батькові                                               | Звання            | Дата народження | Дата смерті | Примітки                                                |
| --- | ------------------------------------------------------------------------- | ----------------- | --------------- | ----------- | ------------------------------------------------------- |
| 1.  | Корнілін Ігор Сергійович (рос. Корнилин Игорь Сергеевич)                  | рядовий           | 22.06.2002      | 08.03.2022  | помічник гранатометника                                 |
| 2.  | Ніколаєв Ігор Євгенович (рос. Николаев Игорь Евгеньевич)                  | полковник         | 01.01.1982      | 15.03.2022  | Командир полку                                          |
| 3.  | Галахов Андрій В'ячеславович (рос. Галахов Андрей Вячеславович)           | сержант           | 26.07.1987      | 08.04.2022  | Старший розвідник                                       |
| 4.  | Батурін Олександр Альбертович (рос. Батурин Александр Альбертович)        | старший лейтенант |                 | 11.04.2022  |                                                         |
| 5.  | Шарапов Олександр Олександрович (рос. Шарапов Александр Александрович)    | сержант           | 02.11.1998      | 17.04.2022  | Командир бойової машини мотострілецького відділення     |
| 6.  | Курсаков Микола Вадимович (рос. Курсаков Николай Вадимович)               | лейтенант         | 23.07.1997      | 24.04.2022  | командир мотострілецького взводу                        |
| 7.  | Полторанін Костянтин Миколайович (рос. Полторанин Константин Николаевич)  | єфрейтор          | 01.09.1999      | 16.05.2022  | інспектор взводу військової поліції                     |
| 8.  | Косточкін Сергій Олексійович (рос. Косточкин Сергей Алексеевич)           | рядовий           | 10.07.1991      | 29.07.2022  |                                                         |
| 9.  | Каїпов Ігор Ільмірович (рос. Каипов Игорь Ильмирович)                     | майор             |                 | 29.08.2022  | заступник начальника штабу зв'язку — начальник зв'язку  |
| 10. | Циганов В'ячеслав Володимирович (рос. Цыганов Вячеслав Владимирович)      | рядовий           | 19.11.1973      | 03.09.2022  | водій                                                   |
| 11. | Собачевський Руслан Сергійович (рос. Собачевский Руслан Сергеевич)        | молодший сержант  | 25.07.1996      | 17.09.2022  |                                                         |
| 12. | Барабанов Сергій Олександрович (рос. Барабанов Сергей Александрович)      | старшина          | 26.07.1977      | 20.09.2022  | доброволець                                             |
| 13. | Ковтун Олександр Володимирович (рос. Ковтун Александр Владимирович)       |                   |                 | 20.09.2022  |                                                         |
| 14. | Етманов Сергій Олександрович (рос. Этманов Сергей Александрович)          | єфрейтор          | 24.04.1994      | 03.11.2022  |                                                         |
| 15. | Отмахов Андрій Ігорович (рос. Отмахов Андрей Игоревич)                    | старший лейтенант | 11.01.1984      | 05.11.2022  |                                                         |
| 16. | Кисляков Сергій Анатолійович (рос. Кисляков Сергей Анатольевич)           | рядовий           | 10.06.1989      | 01.01.2023  | помічник гранатометник                                  |
| 17. | Владимиров Олександр Геннадійович (рос. Владимиров Александр Геннадьевич) | капітан           | 03.04.1981      | 18.01.2023  | командир взводу                                         |
| 18. | Моїсеєнко Іван Олександрович (рос. Моисеенко Иван Александрович)          | рядовий           | 09.06.1987      | 06.08.2023  | стрілець-помічник гранатометника                        |
| 19. | Лисих Олексій Юрійович (рос. Лысых Алексей Юрьевич)                       | рядовий           | 16.09.1982      | 10.09.2023  |                                                         |
| 20. | Васильєв Сергій Миколайович (рос. Васильев Сергей Николаевич)             | сержант           | 17.02.1984      | 09.06.2024  | старший стрілець 2 відділення взводу штурмової роти     |
| 21. | Бойков Кирило Олександрович (рос. Бойков Кирилл Александрович)            |                   | 10.07.2001      | 30.06.2024  | Стрілець-помічник гранатометника мотострілкового загону |